# Tổng giáo phận vương quyền Bremen
Tổng giáo phận vương quyền Bremen (tiếng Đức: Fürsterzbistum Bremen; tiếng Anh: Prince-Archbishopric of Bremen) là một công quốc giáo hội của Đế chế La Mã Thần thánh, thành lập vào năm 787 và kết thúc tồn tại sau khi bị thế tục hoá vào năm 1566 và dứt điểm vào năm 1648, khi nó trở thành Công quốc Bremen cha truyền con nối (tiếng Đức: Herzogtum Bremen). Đừng nên nhầm lẫn Tổng giáo phận vương quyền Bremen với Tổng giáo phận Hamburg hiện đại, mới được thành lập vào năm 1994. Tổng giáo phận vương quyền được cai trị bởi các tổng giám mục, bao gồm khoảng 1/3 lãnh thổ của giáo phận. Thành phố Bremen là de facto (từ năm 1186) và de jure (từ năm 1646) không phải là một phần của Tổng giáo phận vương quyền. Phần lớn lãnh thổ của Tổng giám mục vương quyền nằm ở khu vực phía Bắc thành phố Bremen, giữa sông Weser và sông Elbe. Ngoài ra một bộ phận của Tổng giáo phận vương quyền Bremen thuộc về Giáo phận Verden lân cận, chiếm 10% lãnh thổ giáo phận của nó.